# Kanton Belfort-Centre
Kanton Belfort-Centre (fr. Canton de Belfort-Centre) je francouzský kanton v departementu Territoire de Belfort v regionu Franche-Comté. Skládá se pouze z centrální části města Belfort.